# کنی راجرز
کنث ری راجرز (به انگلیسی: Kenneth Ray Rogers) (زادهٔ ۲۱ اوت ۱۹۳۸ – درگذشته ۲۰ مارس ۲۰۲۰) خواننده و ترانه‌سرای موسیقی کانتری، عکاس، هنرپیشه، مدیر ضبط و کارآفرین آمریکایی بود.
او با ثبت بیش از ۷۰ تک‌آهنگ در جدول‌های فروش سبک‌های مختلف موسیقی و قرار گرفتن نام‌اش در صدر پرفروش‌ترین‌های کانتری و پاپ ایالات متحده به تنهایی و برای بیش از ۴۲۰ هفته، یکی از موفق‌ترین هنرمندان موسیقی در آمریکا به‌شمار می‌آید. در یک نظرسنجی اینترنتی که توسط وبگاه About.com انجام شده نام دو آلبوم راجرز به نام‌های قمارباز و کنی در لیست «۲۰۰ آلبوم کانتری برتر همهٔ دوران» به چشم می‌خورد.
او در سال ۱۹۸۶ در نظرسنجی که توسط نشریهٔ یواس‌ای تودی و پیپل انجام شد عنوان «محبوب‌ترین خوانندهٔ همهٔ دوران» را به خود اختصاص داد. راجرز تا به حال جوایز متعدد بابت فعالیت‌های موسیقی و کارهای خیریه‌اش دریافت کرده‌است که از میان آن‌ها می‌توان جایزهٔ گرمی، جایزهٔ انجمن موسیقی کانتری، جایزهٔ آکادمی موسیقی کانتری، جایزهٔ صنعت موسیقی آمریکا و «جایزهٔ یک عمر دستاورد» که در سال ۲۰۰۳ و به‌خاطر ۶ دهه فعالیت‌اش در زمینهٔ موسیقی دریافت کرد را نام برد.
از آهنگ‌های مشهور او «بانو» (Lady) است که توانست در سال ۱۹۸۰ شماره یک شود و در فهرست ۱۰۰ آهنگ داغ تمام دوران‌های مجلهٔ بیلبورد رتبه ۴۷ دست یابد.
کنی راجرز در شامگاه ۲۰ مارس ۲۰۲۰ ساعت ۱۰:۲۵ در سن ۸۱ سالگی در منزلش واقع در سندی اسپرینگ، جورجیا آمریکا، تحت مراقبت بیمارستان ویژه (hospice) در اثر مرگ طبیعی درگذشت.
او در فیلم سیکس پک بازی کرده‌است.